# Biskupské gymnázium Bohosudov
Biskupské gymnázium Bohosudov je katolické gymnázium v severočeské Krupce, které poskytuje čtyř- a osmileté gymnaziální vzdělání všeobecného zaměření. Součástí výuky nejsou povinné hodiny náboženství. V budově gymnázia působí též Základní škola při Biskupském gymnáziu Bohosudov. V roce 2010 došlo ke sloučení biskupského gymnázia a základní školy do jedné instituce s názvem „Biskupské gymnázium a základní škola Bohosudov“.

## Historie

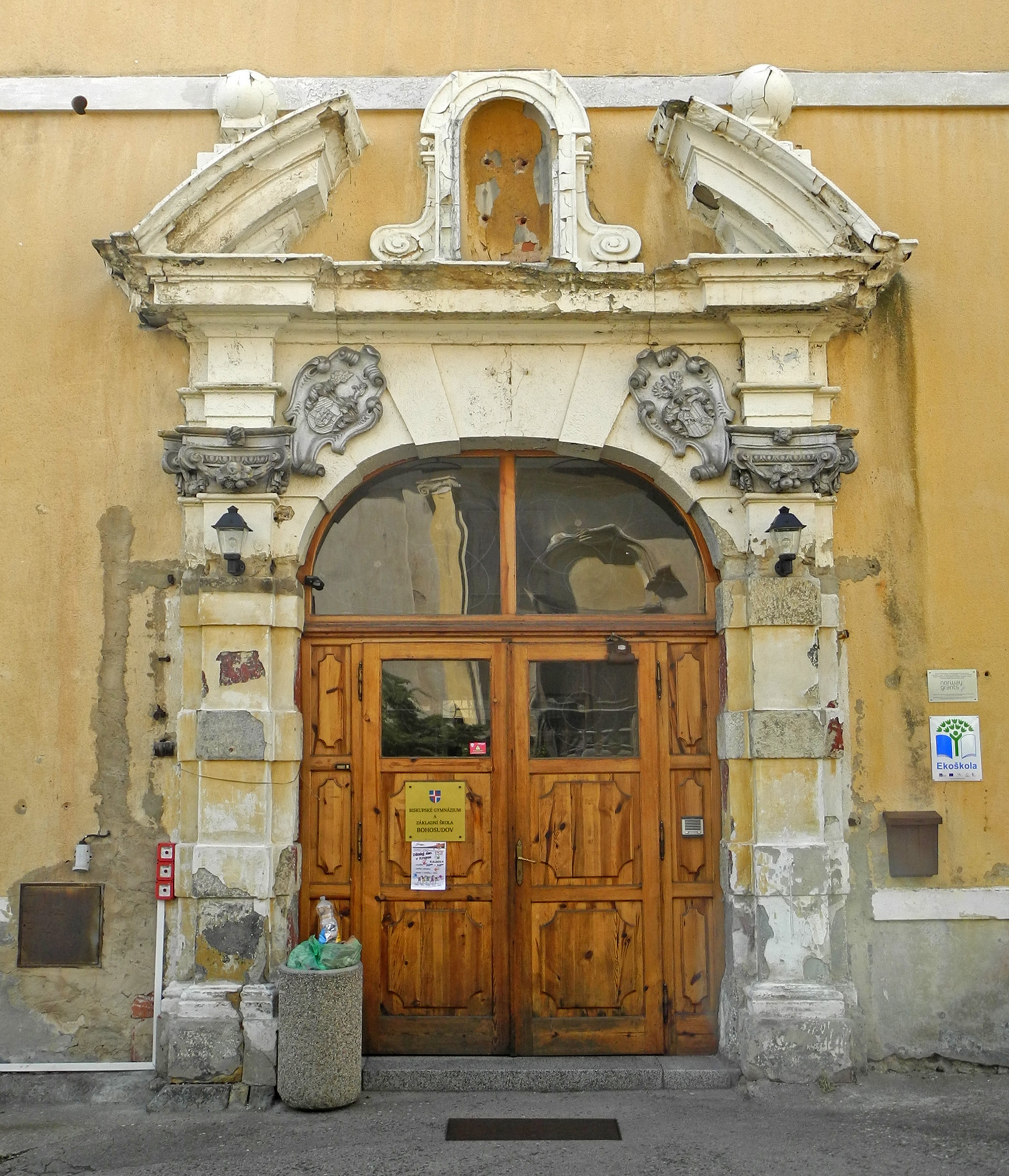
Portál někdejší jezuitské rezidence, dnes gymnázium.

Současné Biskupské gymnázium Bohosudov navazuje na tradici předchozího stejnojmenného ústavu a ještě starších jezuitských gymnázií sídlících na tomtéž místě. Pokud vezmeme jako datum jeho založení založení prvního jezuitského gymnázia a následná období neexistence školy jen jako přerušení činnosti, jde o jedno z nejstarších gymnázií v Česku – první jezuitské gymnázium bylo v Bohosudově založeno již v roce 1679. Jeho činnost však byla ukončena s rozpuštěním jezuitského řádu v roce 1773.
Ovšem v roce 1853 bylo gymnázium obnoveno jako Biskupské gymnázium Bohosudov a výuky se opět chopili jezuité. Gymnázium bylo německojazyčné. Další přerušení výuky přinesla druhá světová válka.
Škola byla obnovena jako českojazyčná v roce 1947 (přestěhovalo se do ní bývalé Arcibiskupské gymnázium z Prahy, které tak lze do určité míry též považovat za předchůdce dnešního BGB), ale v roce 1950 komunistický režim gymnázium opět zrušil a zřídil v něm internační tábor pro řeholníky. Poté objektu využívala nejprve československá (1952-1968) a posléze sovětská (1968-1991) armáda.
V roce 1993 bylo BGB opět obnoveno biskupem Kouklem a funguje dodnes.
V roce 1995 při něm vznikla i Základní škola při Biskupském gymnáziu Bohosudov, která byla původně organizačně jeho součástí, od roku 2001 je však formálně samostatným subjektem, byť nadále sídlí v téže budově a existuje tu i určitá personální provázanost. V roce 2010 došlo ke sloučení biskupského gymnázia a základní školy do jedné instituce s názvem „Biskupské gymnázium a základní škola Bohosudov“.

## Osobnosti školy

### Slavní žáci
včetně žáků jezuitských gymnázií
- Václav Červinka – římskokatolický kněz[2]
- Franz Fischer – kněz a fotograf
- Josef Forbelský – český romanista
- Jan Lohelius Oehlschlägel – hudební skladatel
- Vojtěch Šanda – teolog a orientalista
- Antonín Alois Weber – biskup litoměřický
- František Kordač – arcibiskup pražský

### Učitelé a vedoucí
- Stanislav Šebek – hudební skladatel a pedagog
- Josef Cukr – jezuita[3]
- Blažej Ráček – jezuita, církevní historik